# Itz
El Itz es un río de Turingia y Baviera, en Alemania. El río Itz tiene 79 kilómetros (49,1 mi) de largo y es un afluente derecho del Meno. El Itz comienza en Sachsenbrunn (Stelzen), Turingia y fluye hacia el sur a través de Bachfeld y Schalkau. Cruza hacia Baviera y alimenta el embalse de Froschgrundsee. Continúa por Dörfles-Esbach, Coburgo y Großheirath, luego se une al Rodach al norte de Itzgrund. Continúa hacia el sur hasta Rattelsdorf y Baunach, donde finalmente desemboca en el Meno.
El Itz inundó Coburgo a principios de 2003.